# ラックミエウ橋
ラックミエウ橋（ラックミエウばし、ベトナム語: Cầu Rạch Miễu、漢字: 橋𤃝廟）とは、ベトナム南部、メコンデルタに位置するティエンザン省のミトー市及び、ベンチェ省のチャウタイン県とを結ぶ斜張橋形式の橋である。
なお、「ラックミエウ」は南部発音であり、ベトナム語の標準的な北部発音では「ザックミエウ」に近い。

## 概要
2002年4月30日に建設が開始され、2009年1月19日に完成、正式開通した。当初は周囲の交通量の増加もあり2007年の前半に完成し開通する予定であった。アプローチランプを含めた全長は8,331メートルあり、メインブリッジは2,868メートルある。橋の建設には1兆4000億ドンの投資がされた。

## 構造
メインブリッジは2つの部分からなり、その全長は2,868メートルになる。斜張橋形式の橋であり、高さ117メートルの支柱が270メートル間隔で立っている。桁下の高さは37.5メートルあり、10,000トンクラスの船舶が通行できる。橋の中央にはタイソン島がある。900メートルの長さの橋には、安定したカンチレバー法によるプレストレスト・コンクリート構造の高さ7メートルの鉄筋コンクリートの梁が90メートル間隔で置かれている。プレストコンクリートを通した桁橋は40メートルの各径間の補強の役目を果たしている。ランプ部分は5,463メートルになり、2つのメインブリッジはティエンザンとタイソンの2つのメコン川支流を横切っている。橋梁の荷重は30トン。

## 通行料金
通行1回当たりの料金は以下の8種類。バイクは料金を徴収しない。
- 重量18トン以上のトラック・40フィートコンテナ車：14万ドン（約760円）
- 重量10トン以上18トン未満のトラック・20フィートコンテナ車：9万ドン（約490円）
- 定員7人未満の自動車・重量1トン未満のトラック・公共バス：1万5000ドン（約80円）
- 定員7人以上12人未満の自動車・重量1トン以上2トン未満のトラック：2万7000ドン（約150円）
- 定員12人以上31人未満の自動車・重量2トン以上4トン未満のトラック：4万ドン（約220円）
- 重量4トン以上7トン未満のトラック：5万ドン（約270円）
- 定員31人以上のバス・重量7トン以上10トン未満のトラック：6万ドン（約330円）
- 三輪自動車・農耕車・けん引車：1万ドン（約50円）